# Jinsei Game 64
Jinsei Game 64 (人生ゲーム64) est un jeu vidéo de société sorti en 1999 sur Nintendo 64 uniquement au Japon. Le jeu a été développé et édité par Takara.
Le jeu est inspiré du jeu de société Destins.